# 肯尼贝克河

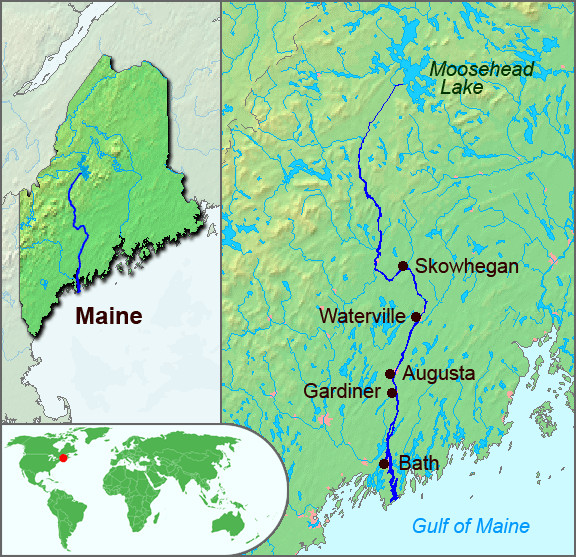
肯尼贝克河流域

肯尼贝克河（英語：Kennebec River）是美国东北部缅因州境内的一条240千米长的河流。其发源地是位于缅因州北部的穆斯海德湖，向南流过麦迪逊、斯科希甘、沃特维尔、缅因州州府奥古斯塔和造船中心巴斯。在其入海口它与安德羅斯科金縣会合。一直到奥古斯塔潮汐影响肯尼贝克河的水位。
1604年和1605年萨缪尔·德·尚普兰考察过肯尼贝克河。1607年英国在新英格蘭设立的第一个殖民点位于其河口。英国殖民者在北美洲建造的第一艘海船是在肯尼贝克河上下水的。
从那时起至今数百条木制的和钢铁的船只在肯尼贝克河上，尤其被誉为“船城”的巴斯，下水。今天在肯尼贝克河上唯一还存在的造船厂是为美国海军造船的巴斯钢铁厂。
在工业化之前肯尼贝克河内有许多洄游鱼类，尤其是大西洋鲑。但是水力发电站的建造缩短了这些鱼的洄游路程。近年来就是否拆除这些大坝的问题在当地有很多争议。1999年爱德华兹水坝被拆除后河内的洄游活动明显增长。
肯尼贝克河流域的总面积为15,200平方公里，出口的平均年排水量近200亿升，平均流量为每秒258立方米。美国政府在肯尼贝克河上维持三个闸口。
在造坝前肯尼贝克河上可以行船。